# Баризон, Чезаре
Чезаре Баризон (итал. Cesare Barison; 15 января 1885, Венеция — 15 апреля 1974, Триест) — итальянский скрипач. Сын художника Джузеппе Баризона.
Учился в своём родном городе в музыкальном лицее Артуро Врама, затем в Праге у Отакара Шевчика. В 1907 году дебютировал с концертом в Берлине. В дальнейшем выступал как солист, особенно с музыкой XVIII века, и как ансамблист — с пианистом Эудженио Висновицем и виолончелистом Этторе Сигоном, затем во главе струнного квартета. В 1945—1954 гг. директор Триестской оперы — этот период в истории театра, ознаменовавшийся, среди прочего, гастролями Герберта Караяна, возглавлявший тот же театр позднее Рафаэло де Банфилд назвал золотым веком.
На протяжении всей жизни вёл преподавательскую деятельность, опубликовал учебник скрипичной игры (итал. Tecnica superiore del violino; 1962). Под редакцией Баризона выходили скрипичные сочинения старинных итальянских композиторов — Франческо Джеминиани, Пьетро Нардини, Пьетро Локателли, Алессандро Страделла и др. Напечатал также технический анализ десяти каприсов Николо Паганини (итал. Analisi tecnica di 10 Capricci di Paganini; 1970). Посмертно опубликован отдельным изданием очерк Баризона «Триест, музыкальнейший город» (итал. Trieste città musicalissima; 1975) — обзор музыкальной жизни в Триесте в XIX — начале XX века, отчасти основанный на личных впечатлениях; название книги, подразумевающее ряд культурных отсылок, стало знаковым для дальнейшей исследовательской и культуртрегерской работы в триестском музыкальном сообществе.
В конце 1980-х гг. на международном фестивале камерной музыки в Триесте вручалась премия имени Чезаре Баризона.